# 173.ª Brigada Aerotransportada
La 173.ª Brigada Aerotransportada ("Sky Soldiers") es una unidad de infantería aerotransportada, del Ejército de los Estados Unidos con sede en Vicenza, Italia. Es la fuerza de respuesta estratégica aerotransportada convencional del Mando Europeo de los Estados Unidos para Europa.
Activada en 1915, como la 173.ª Brigada de Infantería, la unidad prestó servicio en la Segunda Guerra Mundial pero es más conocida por sus acciones durante la Guerra de Vietnam. La brigada fue la primera formación terrestre importante del Ejército de los Estados Unidos desplegada en Vietnam, sirviendo allí de 1965 a 1971 y perdiendo 1533 soldados. Destacada por su papel en la Operación Hump y en la Operación Junction City, la 173.ª es más conocida por la Batalla de Dak To, donde sufrió grandes bajas en combates cuerpo a cuerpo con el Fuerzas de Vietnam del Norte. Los miembros de la brigada recibieron más de 7700 condecoraciones, incluyendo más de 6000 Corazones Púrpura. La brigada regresó a los Estados Unidos en 1972, donde el 1.ᵉʳ y 2.º Batallón, 503.º de Infantería, fueron absorbidos por la 3.ª Brigada, 101.ª División Aerotransportada, y el 3.º Batallón, 319.º de Artillería de Campaña fue reasignado a la División de Artillería de la 101.ª. Las restantes unidades del 173.º fueron desactivadas.
Desde su reactivación en el año 2000, la brigada realizó cinco giras en Oriente Medio en apoyo de la Guerra contra el Terrorismo. La 173.ª participó en la invasión inicial de Irak durante la Operación Libertad Iraquí en 2003, y realizó cuatro giras en Afganistán en apoyo de la Operación Libertad Duradera en 2005-06, 2007-08, 2009-10 y 2012-13. La brigada regresó recientemente de un despliegue que se extendió desde finales de 2013 hasta finales de 2014.
2/503rd 2014-2015
La 173.ª Brigada Aerotransportada ha recibido 21 streamer de campaña y varios premios de unidad, incluyendo la Citación Presidencial de Unidad por sus acciones durante la Batalla de Dak To durante la Guerra de Vietnam.

## Organización
La 173.ª Brigada Aerotransportada sirve como fuerza de respuesta estratégica aerotransportada convencional para Europa. Era una unidad subordinada del V Corps del Ejército de Estados Unidos y después de junio de 2013, subordinada al US Army Europe.

## Historia

### Guerras Mundiales
La 173.ª Brigada de Infantería se constituyó el 5 de agosto de 1917 como brigada de infantería  y se organizó el 25 de agosto en Camp Pike, Arkansas.
El 24 de junio de 1921, la unidad se reconstituyó como Compañía del Cuartel General y del Cuartel General (HHC), 173.ª Brigada de Infantería, y fue asignada al Reserva Organizada Cuerpo y a la 87.ª División en Shreveport, Luisiana. Fue reorganizada en diciembre de 1921 en Mobile, Alabama, rediseñada el 23 de marzo de 1925 como HHC 173.ª Brigada, y rediseñada como HHC 173.ª Brigada de Infantería el 24 de agosto de 1936.
Durante la Segunda Guerra Mundial, se eliminaron las brigadas de divisiones. En consecuencia, la 173.ª Brigada de Infantería HHC fue designada como la 87.ª Tropa de Reconocimiento en febrero de 1942 y activada el 15 de diciembre de 1942. Aunque la brigada en nombre no existió durante la guerra, la redistribución significó que llevaba el linaje de la 87.ª Tropa de Reconocimiento, y cuando la brigada fuera reactivada, incluiría el linaje de la tropa y las insignias de campaña. La tropa entró en combate en 1944 y luchó en tres campañas europeas; Europa central, las operaciones de Renania y Ardenas-Alsacia. Los batallones de maniobra del 173.º de la época de Vietnam remontan su linaje al 503.º Regimiento de Infantería Paracaidista, que asaltó con éxito la isla fortaleza de Corregidor en las Filipinas mediante paracaídas y operaciones acuáticas, ganándose así el apodo de "La Roca". Después de la guerra, la tropa volvió a tener el estatus de reserva y estuvo destinada en Birmingham, Alabama desde 1947 hasta 1951. El 1 de diciembre de 1951, la tropa fue desactivada y liberada de su asignación a la 87.ª División de Infantería.

### Re-creación de una brigada aérea
De 1961 a 1963, el Ejército comenzó a reorganizar su fuerza para que cada división tuviera una estructura similar, que variaría según el tipo de división que fuera. Esta medida se denominó plan de División del Ejército Objetivo de Reorganización (ROAD). El plan eliminaba los regimientos pero reintroducía las brigadas en la estructura del Ejército, permitiendo tres brigadas en una división. La reorganización también permitía el uso de brigadas "separadas" que no tenían cuartel general de división y que podían ser utilizadas para misiones que no requerían una división entera. La 173.ª Brigada fue seleccionada para convertirse en una brigada separada y en una fuerza especial aerotransportada, que podía desplegarse con rapidez y actuar de forma independiente. Fue entonces diseñada de forma única respecto a otras brigadas separadas. La 173.ª fue la única brigada separada que tuvo formaciones de apoyo asignadas permanentemente, aunque otras brigadas separadas recibirían elementos de apoyo propios un año más tarde. La brigada fue también la única brigada separada que recibió su propia compañía de tanques, en forma de Compañía D, 16.º Blindado. En consonancia con los equipos de combate de regimiento activados antes que ellos, estas brigadas separadas recibieron su propia insignia en la manga del hombro. Los soldados de la 173.ª Brigada Aerotransportada crearon un parche con un ala para simbolizar su condición de unidad aerotransportada, junto con el rojo, el blanco y el azul, los colores nacionales de los Estados Unidos. El SSI les sería entregado en mayo de 1963.
El 26 de marzo de 1963, la 173.ª Brigada Aerotransportada (separada) fue asignada al Ejército Regular y activada en Okinawa. General de Brigada Ellis W. Williamson asumió el mando de la unidad, que se constituyó para servir como fuerza de reacción rápida para el Mando del Pacífico. Bajo el mando de Williamson, la unidad se entrenó intensamente, realizando saltos masivos en paracaídas. Se ganaron el apodo de Tien Bing (), literalmente Soldados del Cielo, de los paracaidistas de Taiwán. Durante su estancia en Okinawa, se enorgullecían de ser los "hombres más duros de la lucha en Okinawa, si no de todas las Fuerzas Armadas de Estados Unidos". Tomaron su canción principal de la serie de televisión Rawhide. Como fuerza de reacción rápida del Pacífico, fueron la primera brigada en ser enviada a Vietnam del Sur dos años después, cuando las hostilidades se intensificaron allí.

### Guerra de Vietnam
La brigada fue la primera unidad enviada a la Zona de Guerra D para destruir los campamentos base del enemigo, introduciendo el uso de pequeñas Patrullas de Reconocimiento de Largo Alcance. El 8 de noviembre de 1965, la 173.ª participó en la Operación Hump, justo al norte de Biên Hòa en las afueras de Saigón, la capital de Vietnam del Sur. Fueron emboscados por aproximadamente 1200 combatientes del VC, sufriendo 48 muertes. La unidad luchó en el Triángulo de Hierro, un bastión del VC al norte de Saigón, viendo muchos enfrentamientos con las fuerzas del VC durante ese tiempo. En enero de 1966 lanzaron la Operación Marauder, la primera operación militar estadounidense en la Plan de Juncos. Participaron en la Operación Crimp en 1966, un intento fallido de erradicar las fuerzas del VC de los túneles de Củ Chi. Los soldados de la brigada participaron en la Operación Attleboro en otoño de 1966, una operación que comenzó como una pequeña misión de búsqueda y destrucción al norte de Saigón, pero en la que acabaron participando 22 000 soldados de 21 batallones. Los soldados de la brigada también participaron en misiones humanitarias más pequeñas entre las principales operaciones de combate.

#### Dak To
A mediados de 1967, las brigadas 1.ª y 2.ª de la 4.ª División de Infantería que llevaban a cabo la Operación Francis Marion en la Provincia de Kon Tum occidental estaban entrando en contacto con fuerzas del Ejército Popular de Vietnam (PAVN). Estos contactos hicieron que el comandante de la división General de División William R. Peers a solicitar refuerzos y, como resultado, el 17 de junio, dos batallones del General de Brigada John R. Deane de la 173.ª Brigada Aerotransportada fueron trasladados a la zona de Dak To para comenzar a barrer las montañas cubiertas de selva en la Operación Greeley. El 173.º había estado operando cerca de la Base Aérea de Bien Hoa en las afueras de Saigón y había estado en combate sólo contra el VC. Antes de su despliegue en las tierras altas, el oficial de operaciones de Peers, el coronel William J. Livsey, intentó advertir a los oficiales aerotransportados de los peligros de hacer campaña en las Tierras altas centrales. También les aconsejó que los regulares del PAVN eran una fuerza mucho mejor equipada y motivada que el VC. Estas advertencias, sin embargo, hicieron poca impresión en los paracaidistas, que estaban a punto de ser víctimas de su propio exceso de confianza.
El 20 de junio, la Compañía C, 2.º Batallón (Aerotransportado), 503.º de Infantería (C/2-503) descubrió los cadáveres de una unidad de las Fuerzas Especiales del CIDG que llevaba cuatro días desaparecida en la colina 1338, la masa de colinas dominante al sur de Dak To. Apoyados por el A/2-503, los estadounidenses subieron a la colina y se instalaron para pasar la noche. A las 06:58 de la mañana siguiente, la compañía Alpha comenzó a moverse sola por un dedo de la cresta y desencadenó una emboscada por parte del 6.º Batallón del 24.º Regimiento de la PAVN. La Compañía Charlie recibió la orden de apoyar, pero la pesada vegetación y el difícil terreno dificultaron enormemente el movimiento. El apoyo de la artillería se volvió ineficaz por el limitado rango de visibilidad. El apoyo aéreo cercano era imposible por las mismas razones. La compañía Alpha consiguió sobrevivir a los repetidos ataques durante el día y la noche, pero el coste fue elevado. De los 137 hombres que componían la unidad, 76 habían muerto y otros 23 estaban heridos. Un registro del campo de batalla reveló sólo 15 norvietnamitas muertos.
En respuesta a la destrucción de la Compañía Alpha, el MACV ordenó el envío de fuerzas adicionales a la zona. El 23 de junio, el 1.º Batallón, 12.º Regimiento de Caballería (1.ª Brigada, 1.ª División de Caballería Aérea) llegó para reforzar a la 173.ª. Al día siguiente, la 1.ª Fuerza de Tarea Aerotransportada de élite del Ejército de la República de Vietnam (los Batallones 5.º y 8.º) y la 3.ª Brigada de la 1.ª División de Caballería Aérea (5.º Batallón, Regimiento de Caballería 7.º; 2.º Batallón, 12.º de Caballería; y un batallón de infantería adicional) llegaron para realizar operaciones de búsqueda y destrucción al norte y noreste de Kon Tum. El general Deane envió sus fuerzas 20 kilómetros (12,4 mi) al oeste y suroeste de Dak To para buscar al 24.º Regimiento de la PAVN. En octubre, el 173.º, la 4.ª División de Infantería y seis batallones del ARVN se trasladaron a Dak To. La PAVN, por su parte, había trasladado casi 6000 soldados en cuatro regimientos de infantería y un regimiento de artillería.

### Reactivación y preparación para Irak
A finales de la década de 1990, los líderes del Ejército, incluido el General Eric Shinseki comenzaron a cambiar la fuerza del Ejército hacia operaciones centradas en brigadas. Todas las brigadas separadas habían sido desactivadas en la década de 1990 como parte de la reducción del Ejército de Estados Unidos tras el final de la Guerra Fría. Estas inactivaciones, junto con la posterior reorganización de las divisiones del Ejército de los Estados Unidos, hicieron que varias brigadas divisionarias fueran estacionadas en bases que estaban lejos del cuartel general de la división y de las unidades de apoyo. Estas brigadas tenían dificultades para operar sin el apoyo de los cuarteles generales superiores.

### Operation Iraqi Freedom I

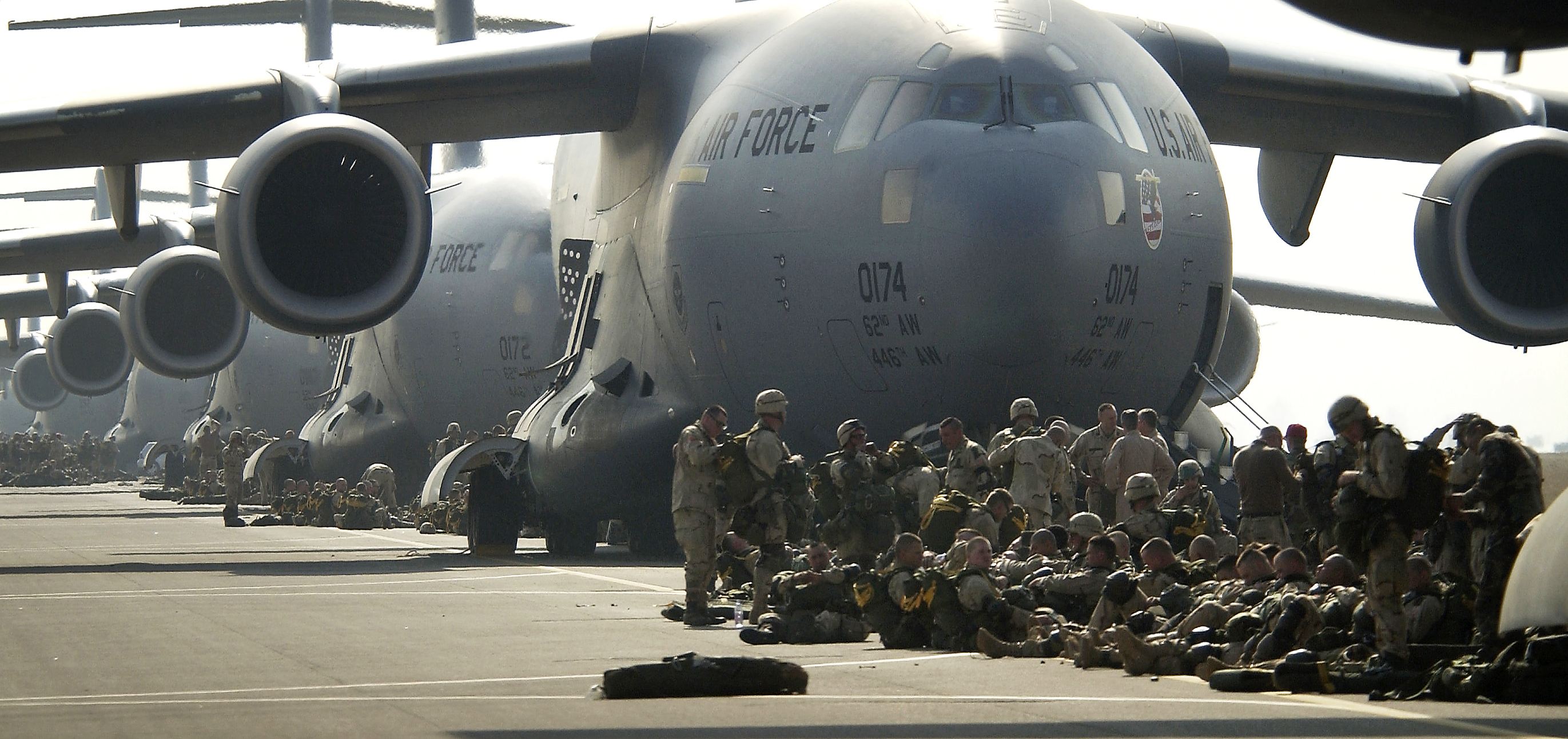
Paracaidistas del ejército estadounidense se preparan para embarcar en un C-17 Globemaster III en la zona controlada por los kurdos en el norte de Irak. Esta fue la primera inserción en combate de paracaidistas utilizando un C-17.

El 26 de marzo de 2003, 954 soldados de la 173.ª Brigada Aerotransportada llevaron a cabo la un salto de combate desde un avión C-17, en el aeródromo de Bashur, en el norte de Iraq, al mando del Colonel Mayville.
Al día siguiente las fuerzas estadounidenses avanzaron hacia Kirkuk, durante la Operación Opción Norte, con la esperanza de controlar los campos petrolíferos y los aeródromos militares en la ciudad y sus alrededores. El control de los campos petrolíferos había sido un objetivo operativo específico de la Fuerza de Tarea porque se consideraban el activo estratégico más valioso del norte de Irak.

### Afganistán, 2005–06
El Batallón 1-508.º (menos la Compañía B) realizó operaciones de combate en el este de Afganistán, adscrito a la 1.ª Brigada, 82.ª División Aerotransportada. El 2-503.º realizó operaciones de combate en la provincia de Zabul. El 3.º Batallón, 319.º Regimiento de Artillería de Campaña Aerotransportada (3-319.º) de la 82.ª División Aerotransportada, fue adscrito a la brigada y organizado como grupo operativo de maniobras (Task Force Gun Devil). Realizó operaciones de combate en la provincia de Kandahar. La Task Force Gun Devil incluía el Cuartel General y la Batería de Servicio del 3-319.º (incluyendo dos pelotones de maniobra provisionales); la Compañía D del 2-504.º; la Compañía B del 1-508.º; la Compañía A del 1-325.º; un pelotón de policía militar (4th PLT 13th MP Co. ); un batallón rotativo de infantería mecanizada rumana; una compañía de infantería desmontada canadiense (3.º Bn Princess Patricia's Canadian Light Infantry); y una compañía del Ejército Nacional Afgano asesorada por fuerzas especiales francesas. El 173.º Batallón de Apoyo y la 173.ª Compañía de Apoyo al Combate proporcionaron apoyo logístico desde Kandahar, al tiempo que enviaron soldados individuales para ayudar en otras bases de operaciones avanzadas.
Una de las unidades más notables que operó fuera de un FOB fue el destacamento 74 de Vigilancia de Largo Alcance (LRS) de la brigada. El 74.º LRS operó desde la FOB Price, cerca de la ciudad de Gereshk, en la provincia de Helmand. El LRS proporcionó al grupo de mando de la 173.ª Brigada información clave de reconocimiento e inteligencia de la provincia, y mantuvo el control de Helmand con un elemento del 5.º Grupo de Fuerzas Especiales ODA. El LRS y el 5.º Grupo ODA fueron asistidos por elementos de la 82.ª División Aerotransportada, la Guardia Nacional de Iowa y el ANA. El destacamento del LRS y el 5.º Grupo ODA llevaron a cabo numerosas operaciones combinadas e individuales para garantizar la estabilidad de la región. El destacamento del LRS también se encargó en ocasiones de la recopilación de información y reconocimiento para otros activos de la brigada, y de la adquisición y designación de objetivos para las aeronaves de las Fuerzas Aéreas, el Ejército de Tierra y la RAF. La brigada regresó a Italia en marzo de 2006. Diecisiete soldados de la brigada murieron durante este despliegue.

### Transformación
El 11 de octubre de 2006, como parte de la "Unidad de Acción" del Ejército, la reestructuración modular de la fuerza de la unidad que General Shinseki había previsto originalmente, la 173.ª Brigada Aerotransportada se convirtió en el 173.º Equipo de Combate Aerotransportado (un IBCT aerotransportado). Este fue un cambio significativo, ya que significó la capacidad de la brigada para desplegar sus fuerzas y mantenerse con sus equipos de apoyo recién integrados. Al integrar estos elementos de apoyo, la unidad pasó a ser capaz de mantener sus fuerzas de combate con todo lo necesario para mantener a los soldados de tierra abastecidos y en movimiento. Los batallones de infantería y el cuartel general de la brigada permanecieron en Vicenza, Italia, durante la transición. Cuatro batallones adicionales fueron activados o designados en Bamberg y Schweinfurt, Alemania. Estos batallones fueron: el 4.º Batallón (Aerotransportado), el 319.º Regimiento de Artillería de Campaña, el 173.º Batallón de Apoyo a la Brigada (Aerotransportado), y el Batallón de Tropas Especiales estacionado en el Cuartel Warner en Bamberg, Alemania, así como el 1.º Escuadrón (Aerotransportado), 91.º Regimiento de Caballería, estacionado en Schweinfurt, Alemania. Después de que las nuevas unidades se integraran en la brigada, la preponderancia de las fuerzas dentro de la brigada estaba estacionada en Alemania, aparte del cuartel general de la brigada en Italia. Esta dinámica estaba destinada a durar sólo hasta que se construyeran instalaciones adicionales en la base aérea de Dal Molin, ahora Del Din, cerca de Caserma Ederle en Vicenza. El 1.º Batallón (Aerotransportado), 508.º de Infantería fue rebautizado como 1.º Batallón (Aerotransportado), 503.º Regimiento de Infantería para retomar el linaje de la época de Vietnam de los batallones de Infantería 503.º bajo el 173.º IBCT(A). Los colores del 1.º Batallón, 508.º de Infantería fueron trasladados a Ft. Bragg, Carolina del Norte para servir bajo la 82.ª División Aerotransportada.

### Afganistán, 2007–08
En 2006, la brigada fue notificada para un segundo período de servicio en Irak de 2007 a 2008, pero su plan de despliegue se cambió a Afganistán en febrero de 2007 cuando el Pentágono anunció que relevaría al Equipo de Combate de la 3.ª Brigada, 10.ª División de Montaña junto con el Equipo de Combate de la 4.ª Brigada, 82.ª División Aerotransportada. A principios de 2007, la 173.ª volvió a desplegarse en Afganistán, como Fuerza de Tarea Bayoneta, en apoyo de la Operación Libertad Duradera (OEF 07–09),

### Operation Atlantic Resolve
El 23 de abril de 2014, cuatro compañías de paracaidistas de la 173.ª se desplegaron en Polonia, Estonia, Letonia y Lituania para tranquilizar a los aliados estadounidenses de la OTAN amenazados por las maniobras militares rusas a lo largo de las fronteras del este de Ucrania durante la intervención militar rusa de 2014-15 en Ucrania.
En septiembre de 2014, unos 200 soldados del 2.º Batallón, 503.º Regimiento Aerotransportado, 173.º BDE participaron en el ejercicio Rapid Trident cerca de Lviv en el oeste de Ucrania.
En febrero de 2015, 750 soldados de la brigada y de unidades de las Fuerzas Armadas de Hungría, a saber, el 24.º Batallón de Reconocimiento Bornemissza Gergely, el 34.º Batallón de Operaciones Especiales Bercsényi László, y el 25/88.º Batallón Mixto Ligero participaron en el ejercicio "Warlord Rock 2015".
El objetivo de la actividad era ejercitar las unidades de combate, de apoyo al combate y de servicios de combate de ambos ejércitos y lograr un mayor nivel de cooperación en las tareas de planificación, organización y gestión de las operaciones aerotransportadas.
En marzo de 2015, un batallón aerotransportado 173 de unos 600 paracaidistas estadounidenses se dirigió a Ucrania para entrenar a las tropas de la Guardia Nacional de Ucrania. El entrenamiento tuvo lugar en el centro de entrenamiento de Yavoriv, cerca de la ciudad ucraniana occidental de Lviv. Los paracaidistas de la 173.ª División Aerotransportada enseñaron a los ucranianos a defenderse mejor de la artillería y los cohetes rusos y rebeldes. El entrenamiento también incluyó la seguridad de las carreteras, puentes y otras infraestructuras, así como el tratamiento y la evacuación de las víctimas. Este programa fue conocido como Fearless Guardian, que fue aprobado por el Congreso en el marco del Fondo de Seguridad para Contingencias Globales. En el marco del programa, Estados Unidos entrenó a tres batallones de tropas ucranianas durante un periodo de seis meses.

### Se descubre una emboscada planeada
Un paracaidista de los Soldados del Cielo de la 173.ª Brigada Aerotransportada, asignado al 1.º Batallón, 503.º Regimiento de Infantería, en Vicenza, entre 2019 y 2020 tramó una emboscada a su unidad, "para provocar la muerte del mayor número posible de sus compañeros de servicio." Fue acusado en junio de 2020 de conspirar e intentar asesinar a miembros del servicio militar, y de proporcionar e intentar proporcionar apoyo material a terroristas. El paracaidista fue acusado de filtrar información clasificada (incluida la ubicación de la unidad) a la División RapeWaffen y a la Orden de los Nueve Ángulos (O9A), un grupo europeo satánico de base ocultista neonazi y supremacista blanco que también es antisemita, y que ha expresado su admiración por nazis como Adolf Hitler e islámicos yihadistas. Se enfrenta a una pena máxima de cadena perpetua.

### Incidente en un ejercicio de entrenamiento de la OTAN en Bulgaria
En mayo de 2021, como parte del ejercicio de adiestramiento de la OTAN Swift Response 2021, los soldados de la brigada simularon la toma y el aseguramiento del aeródromo clausurado Cheshnegirovo en Bulgaria. Durante esta operación se aseguraron múltiples edificios pertenecientes al aeródromo. Los soldados entraron y aseguraron accidentalmente una fábrica de aceite de girasol situada junto al aeródromo mientras estaba en funcionamiento. No se descargaron armas. El ejército se disculpó y prometió mejorar sus procedimientos para definir las zonas de entrenamiento.
El sargento primero Salvatore Giunta recibió la Medalla de Honor por sus acciones heroicas como jefe de equipo de fusileros de la Compañía B, 2-503 INF (Aerotransportada) cuando su escuadrón quedó atrapado en una casi emboscada la noche del 25 de octubre de 2007 durante la Operación Avalancha de Rocas en el Valle de Korengal de Afganistán. Fue el primer receptor vivo de la Medalla de Honor desde la Guerra de Vietnam. El 13 de mayo de 2014, el exsargento del Regimiento de Infantería 503 Kyle White recibió la Medalla de Honor durante una ceremonia en la Casa Blanca.